# Se nasco un'altra volta/Per chi merita di più
Se nasco un'altra volta/Per chi merita di più è il singolo dei Pooh del 1985.

## Il disco
I due pezzi anticipano l'uscita dell'album Asia non Asia, nel quale sono inclusi.

## I brani
- Se nasco un'altra volta è di Roby Facchinetti e Valerio Negrini; di carattere dinamico, venne tradotto in inglese come unico contributo inedito del cofanetto Anthology uscito in quello stesso anno. Il titolo inglese sarà Another life. La voce solista è quella di Roby. Il pezzo venne sfruttato successivamente come retro di un 45 giri che non fa parte della discografia ufficiale, contenente Tanta voglia di lei come facciata A.
- Per chi merita di più è una delle tante canzoni in cui ciascuno dei componenti canta una, e venne quindi inclusa anche nell'album Ancora una notte insieme, dedicato appunto a questo tipo di canzoni. Anche questo brano è di Facchinetti-Negrini.

## Formazione
La formazione del gruppo è:
- Roby Facchinetti – tastiere, voce
- Dodi Battaglia – chitarra, voce
- Stefano D'Orazio - batteria, voce
- Red Canzian - basso, voce

Collabora agli arrangiamenti, come sempre, Franco Monaldi.